# شهادة معاملة أطفال (مسلسل)
شهادة معاملة أطفال هو مسلسل تلفزيوني مصري عُرض في شهر رمضان عام 1446 هـ (1 مارس 2025م)، من بطولة محمد هنيدي، صبري فواز، محمود حافظ، سماء إبراهيم، نهى عابدين، من تأليف محمد سليمان عبد المالك، ومن إخراج سامح عبد العزيز.

## قصة المسلسل
يتعرض المحامي اللامع (عبدالستار الكف) لحادث سيارة مأساوي، ويدخل على إثره في غيبوبة تستمر لمدة 20 عامًا، وعندما يفيق من غيبوبته يجد نفسه أمام أشياء ومفاهيم غريبة لم يشهدها من قبل، ويتوجب عليه مواكبة العصر والتطورات التي حدثت، لكنه يجد صعوبة في ذلك.

## بطولة
- محمد هنيدي
- صبري فواز
- سماء إبراهيم
- نهى عابدين
- محمود حافظ
- وليد فواز
- خالد أنور
- ألحان المهدي
- نهى صالح
- إلهام وجدي
- تامر فرج
- محمود سمير
- أحمد ثابت
- كريم العمري

ضيوف الشرف -:
- علاء مرسي
- محمد رضوان
- محمد لطفي
- هناء الشوربجي
- عايدة رياض
- ياسر علي ماهر
- جيهان خليل
- أحمد سلطان
- صلاح عبد الله
- حميد الشاعري
- أشرف زكي